# Bourrasque (film)
Pour plus de détails, voir Fiche technique et Distribution.
Bourrasque est un film français réalisé par Pierre Billon, sorti en 1935.

## Synopsis
Marcel Bardet veut épouser une indigène algérienne, mais son père Pierre, un colon, refuse. Mme Bardet révèle alors que Marcel n'est pas son fils. Le vrai père de Marcel serait un caïd. M. Bardet pardonne.

## La question des indigènes
L'héroïne d'une intrigue du film est une indigène, ce qui constitue un progrès par rapport à l'image des indigènes dans le cinéma traitant du sujet. En effet, les indigènes n'étaient auparavant pas montrés, ou de manière négative. Cependant, la romance entre colon et indigène étant taboue, le film n'y revient plus.

## Fiche technique
- Titre : Bourrasque
- Réalisation : Pierre Billon
- Scénario et dialogues : Léopold Gomez, d'après sa pièce
- Photographie : Armand Thirard
- Opérateur : Jean Isnard
- Son : Jacques Hawadier
- Décors : Roland Quignon
- Musique : Michel Ubono
- Montage : Georges Friedland
- Société de production : S.P.A.C.
- Pays de production :  France
- Format : Noir et blanc - Son mono
- Genre : Drame
- Durée : 80 minutes
- Date de sortie :
  - France : 28 juin 1935
- Affiche : Jacques Bonneaud (France)

## Distribution
- Pierre Alcover : Pierre Bardet
- Germaine Rouer : Jane Bardet
- Jacques Grétillat : Le caïd Belkacem
- Jean Servais : Marcel Bardet
- Max Maxudian : 	Le commandant Moktar
- Nicole Vattier : Ayada ben Moktar